# 回龍灣洞穴遺址
回龍灣洞穴遺址位於四川省攀枝花市仁和區，文物遺址年代判定為舊石器時代。1991年4月16日公佈為四川省第三批文物保護單位。